# Greg Burgess
Greg Burgess (n. 11 ianuarie 1972, Baltimore, America Britanică⁠(d), Regatul Marii Britanii) este un înotător american, medaliat olimpic. A participat la 2 ediții ale Jocurilor Olimpice (1992, 1996) în care a câștigat două medalii de argint.